# Caroline Catz
Caroline Catz, nata Caroline Caplan (Manchester, 19 ottobre 1969), è un'attrice britannica.

## Biografia
Il suo vero nome è Caroline Caplan. È sposata con l'attore Michael Higgs. Hanno un figlio di nome Sonny che è nato nel 2001, e una figlia di nome Honor, nata nel 2006.

## Carriera

### Televisione
Inizia a recitare all'inizio degli anni '90 interpretando ruoli minori. Frequenta la Royal Academy of Dramatic Arts laureandosi nel 1991.
Nel 1992 recita nel film per la televisione di due puntate The Guilty, con Michael Kitchen e Sean Gallagher.
Nel 1994 ottiene un ruolo in All Quiet on the Preston Front, una serie della BBC di tre stagioni.
Dal 1998 al 2000 interpreta Rosie Fox nella serie poliziesca britannica The Bill.  Dal 1999 al 2003 recita in un'altra serie poliziesca, The Vice, interpretando Cheryl Hutchins.
Tra il 2004 e il 2005 è protagonista insieme a Lisa Faulkner in Kate & Emma - Indagini per due, interpretando Kate 'Ash' Ashurst, un'investigatrice della polizia affiancata dalla collega Emma Scribbins, in un'immaginaria cittadina inglese, Middleford.
Nel 2004 inizia anche il lavoro nella serie Doc Martin, in cui è coprotagonista insieme a Martin Clunes. La serie è ambientata nel fittizio villaggio di pescatori di Portwenn, in Cornovaglia. Caroline Catz veste i panni di Louisa Glasson, preside della scuola locale e moglie del dottor Martin Ellingham.
Dal 2012 ricopre nuovamente il ruolo di una detective (Helen Morton), nella serie DCI Banks, della rete televisiva ITV.
Nel 2015 prende parte alla miniserie TV romantica Valentine's Kiss, della durata di due puntate.
Nel 2016 è la protagonista della sitcom I Want My Wife Back, insieme a Ben Miller.

## Filmografia parziale

### Cinema
- China, regia di Ben Gosling Fuller (1996)
- I, Anna, regia di Barnaby Southcombe (2012)
- ChickLit, regia di Tony Britten (2016)
- In Fabric, regia di Peter Strickland (2018)

### Televisione
- The Upper Hand – serie TV, 1 episodio (1991)
- Under the Sun, regia di Michael Winterbottom – film TV (1992)
- Peak Practice – serie TV, 1 episodio (1994)
- Screen Tow – serie TV, 1 episodio (1994)
- Moving Story – serie TV, 1 episodio (1994)
- All Quiet on the Preston Front – serie TV, 19 episodi (1994-1997)
- Metropolitan Police (The Bill) – serie TV, 8 episodi (1998-2000)
- The Vice – serie TV, 28 episodi (1999-2003)
- In Denial of Murder, regia di David Richards – film TV (2004)
- Kate & Emma - Indagini per due (Murder in Suburbia) – serie TV, 12 episodi (2004-2005)
- Doc Martin – serie TV, 79 episodi (2004-2022)
- Single Handed – serie TV, episodi 2x01-2x02 (2008)
- Hotel Babylon – serie TV, episodi 4x01-4x02 (2009)
- Miss Marple (Agatha Christie's Marple) – serie TV, episodio 5x03 (2010)
- DCI Banks – serie TV, 24 episodi (2012-2016)
- Valentine's Kiss – miniserie TV (2015)
- I Want My Wife Back – serie TV, 6 episodi (2016)
- McDonald & Dodds – serie TV, episodio 1x02 (2020)
- A Small Light – miniserie TV, 7 puntate (2023)

### Cortometraggi
- The Curious, regia di Stephen Brown (1994)
- Litter, regia di Henry Chancellor (1996)
- Girl Afraid, regia di Basi Akpabio (2004)
- Radio Mania: An Abandoned Work, regia di Iain Forsyth e Jane Pollard (2009)

## Doppiatrici italiane
Nelle versioni in italiano delle opere in cui ha recitato, Caroline Catz è stata doppiata da:
- Barbara De Bortoli in Doc Martin (s.1-3)
- Chiara Colizzi in Doc Martin (s.4-10)
- Emanuela D'Amico in A Small Light